# Winkels Getränke Logistik

Winkels Getränke Logistik Logo vor 2009

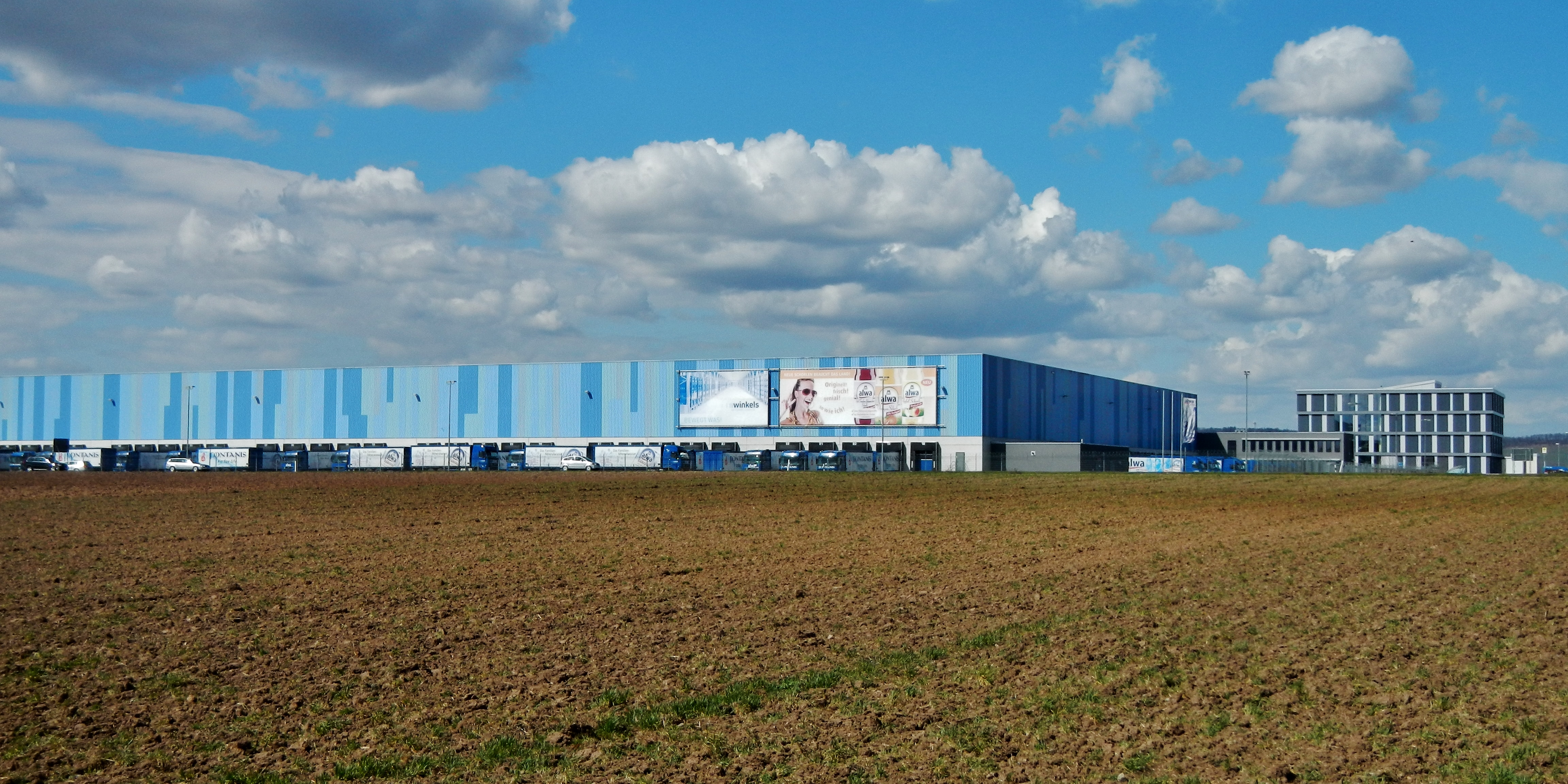
Winkels Lager und Verwaltungssitz in Sachsenheim

Die Winkels Getränke Logistik GmbH & Co. Holding KG ist die Dachgesellschaft der  Unternehmensgruppe Winkels, eines deutschen Getränkegroßhändlers und -herstellers, mit Sitz in Sachsenheim im Landkreis Ludwigsburg.

## Geschichte
Das Unternehmen wurde 1930 von Erwin Winkels gegründet, der im Karlsruher Stadtteil Durlach Erfrischungsgetränke und Fruchtsäfte herstellte. Im Jahr 1935 erschloss er in Bad Griesbach im Schwarzwald seine erste eigene Mineralwasserquelle. Weitere Mineralbrunnen wurden 1964 in Spielberg (FONTANIS Mineralquelle) und 1972 in Sersheim (alwa Mineralquelle) in Betrieb genommen.
Seit 2005 ist die Spielberger Quelle über eine neun Kilometer lange Mineralwasser-Pipeline mit der Abfüllanlage in Sersheim verbunden.
Rückwirkend zum 1. Januar 2011 übernahm Winkels die Pro-Getränke-Gruppe, Mannheim, zu der die HM InterDrink Getränke-Service GmbH und die GGS Gastronomie-Getränke-Service GmbH & Co. KG (beide Mannheim) zu jeweils 100 %, sowie die Groß + Klein Getränke GmbH + Co. KG, Neunkirchen, zu 49 % gehören.
Im Oktober 2011 übernahm Winkels die Rietenauer Mineralquellen GmbH in Aspach.
Im Frühjahr 2012 zog die Verwaltung von Karlsruhe nach Sachsenheim um. Am 11. Mai 2012 wurde das neue Verwaltungsgebäude eingeweiht.
Im Jahr 2015 wurde das neue Zentrallager in Östringen in Betrieb genommen. Die bisherigen Läger in Karlsruhe und Mannheim wurden hier zusammengelegt.
2018 übernahm Winkels zusammen mit der Tochtergesellschaft GGS die Geschäfte des traditionsreichen Stuttgarter Unternehmens Benz-Weine GmbH & Co. KG und die Mehrheit an dem Getränkefachgroßhandel Schmitt GmbH & Co. KG bei Kaiserslautern. Ebenfalls in diesem Jahr rückte mit Denise Kaufmann die 4. Generation des Familienunternehmens in die Geschäftsführung nach.

## Aktivitäten
Die Aktivitäten der Gruppe unterteilen sich in drei Geschäftsfelder: Herstellung von Eigenmarken und Exklusivmarken für den Handel, Getränkelogistik sowie Belieferung von Gastronomieobjekten.
Winkels besitzt mehrere eigene Mineralbrunnen, die Mineralwässer sowie alkoholfreie Erfrischungsgetränke produzieren. Der Bereich Getränkelogistik beliefert den Einzel- bzw. Fachhandel sowie die Gastronomie mit einer Flotte von rund 130 eigenen LKW und übernimmt auch den Rücktransport des Leerguts. Neben den eigenen Produkten werden hier auch Getränke anderer Mineralbrunnen, Brauereien und Fruchtsafthersteller ausgeliefert.

## Standorte

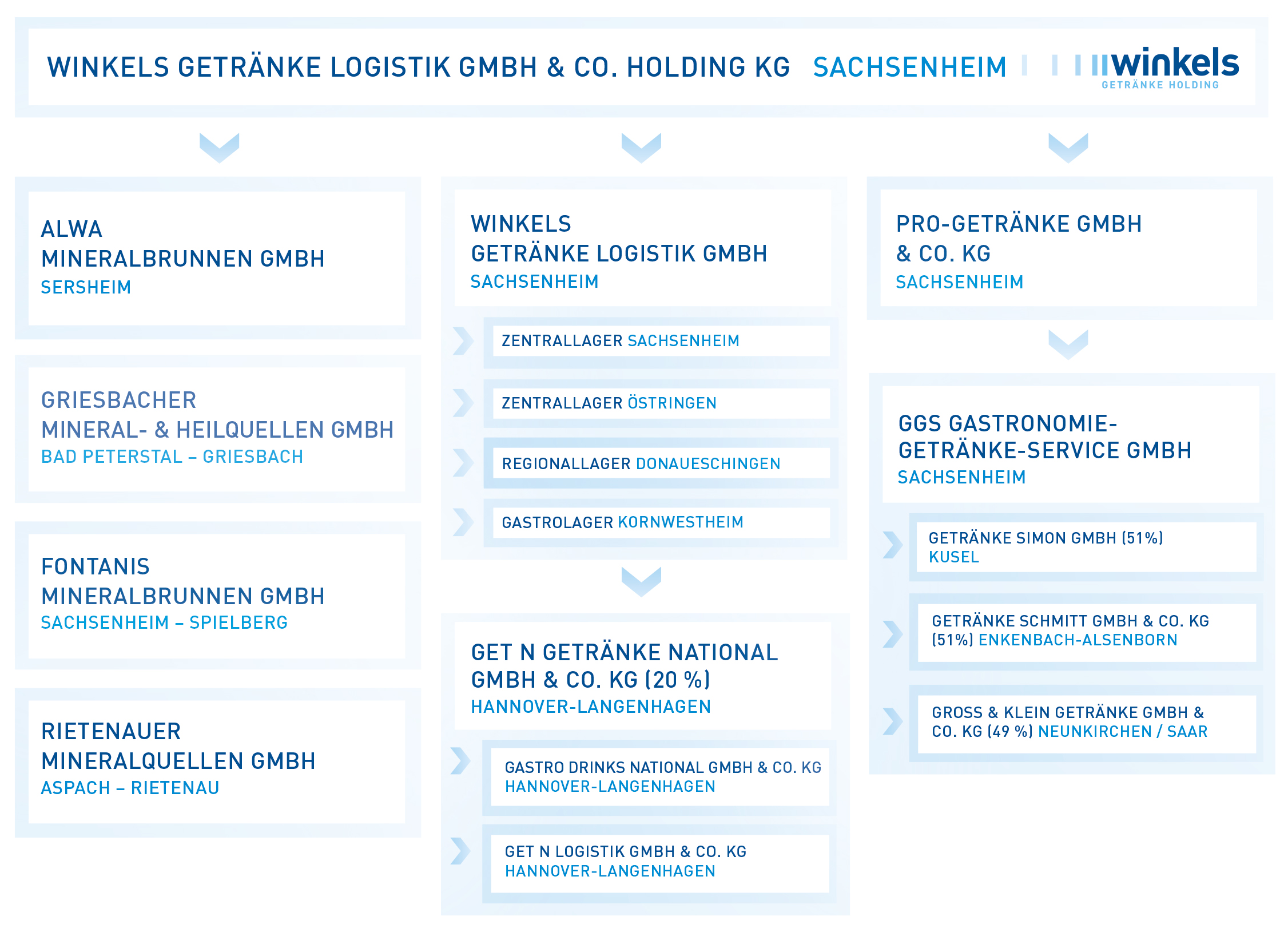

### Sitz
- Sachsenheim: Verwaltung (Winkels Getränke Logistik GmbH & Co. Holding KG), Zentrallager Eichwald (Winkels Getränke Logistik GmbH)

### Mineralbrunnen
- Sachsenheim-Spielberg: (Fontanis Mineralbrunnen GmbH)
- Sersheim: (alwa Mineralbrunnen GmbH)
- Bad Griesbach: (Griesbacher Mineral- und Heilquellen GmbH)
- Aspach-Rietenau: Mineralbrunnen (Rietenauer Mineralquellen GmbH)

### Logistik
- Östringen: Zentrallager
- Sachsenheim: Zentrallager
- Donaueschingen: Regionallager
- Kornwestheim: Gastrolager

## Eigenmarken

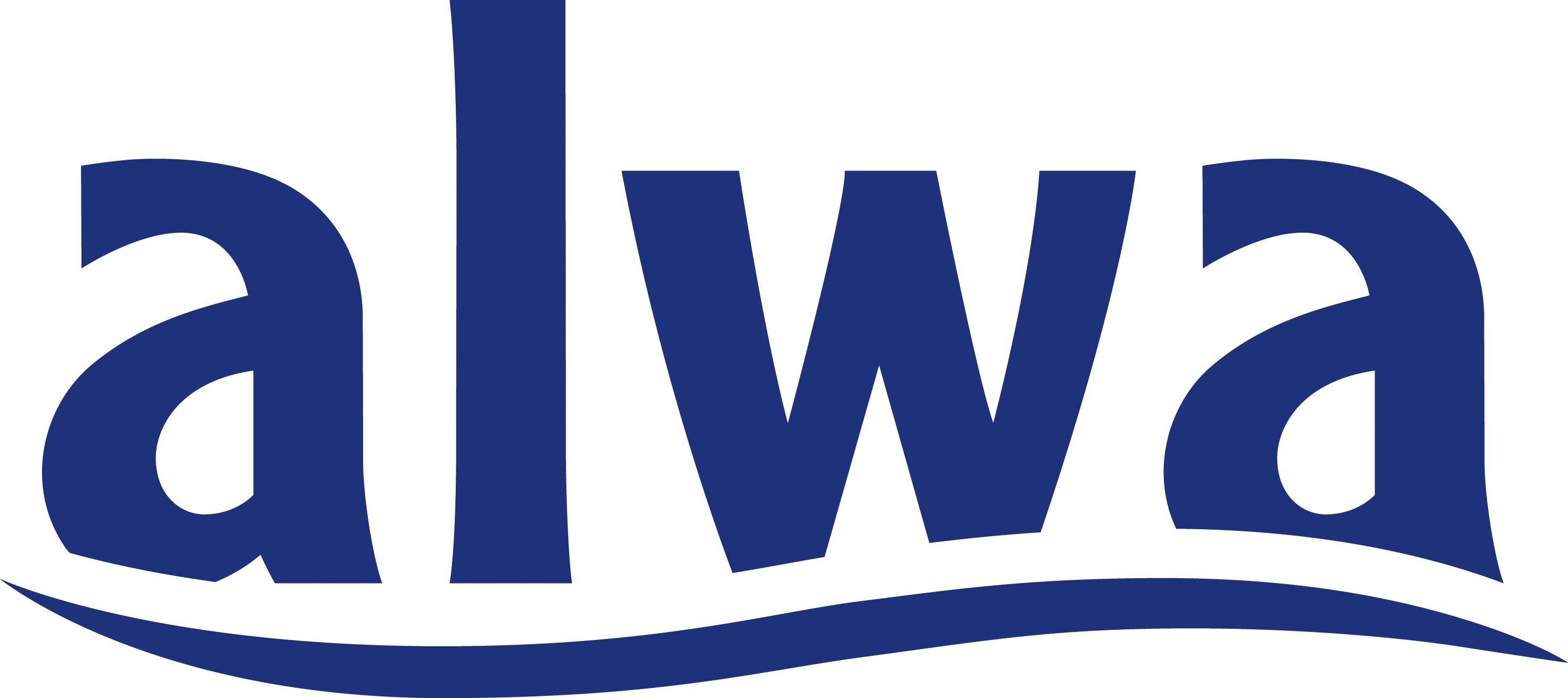
Alwa Mineralwasser

- alwa
- alwa live
- Griesbacher
- Rietenauer
- FONTANIS
- Aqua Vitale
- Aspacher Kloster Quelle
- Markgrafen
- Frische Brise
- Prinzen Perle
- Alb Perle